# 上海市宜川中学
上海市宜川中学，创办于1957年，位于上海市普陀区华阴路101号，是第二批上海市实验性示范性高中。2000年学校占地面积29.66亩，建筑面积8212平方米。

## 沿革
1957年，上海市教育局征用赵家花园种植花卉的土地创建宜川中學，以宜川路名命名。1978年2月被定为普陀区重点中学。
1994年4月普陀区在宜川中学召开了“普陀区中小学加强素质教育”现场会，总结推广他们素质教育的经验。1996年3月上海市教委又在宜川中学召开了普陀区“开展多种活动，实施素质教育”现场会。1999年国务院副总理李岚清到校视察工作。
知名校友有刘翔。